# 425 (numero)
Quattrocentoventicinque (425) è il numero naturale dopo il 424 e prima del 426.

## Proprietà matematiche
- È un numero dispari.
- È un numero composto dai seguenti 6 divisori: 1, 5, 17, 25, 85 e 425. Poiché la somma dei suoi divisori (escluso il numero stesso) è 133 < 425, è un numero difettivo.
- È il 17° numero pentagonale.
- È un numero palindromo nel sistema di numerazione posizionale a base 4 (12221) e in quello a base 24 (HH). In quest'ultima base è altresì un numero a cifra ripetuta.
- È parte delle terne pitagoriche (65, 420, 425), (87, 416, 425), (119, 408, 425), (168, 425, 457), (180, 385, 425), (200, 375, 425), (255, 340, 425), (297, 304, 425), (425, 660, 785), (425, 1020, 1105), (425, 3600, 3625), (425, 5304, 5321), (425, 18060, 18065), (425, 90312, 90313).
- È un numero odioso.

## Astronomia
- 425P/Kowalski è una cometa periodica del sistema solare.

- 425 Cornelia è un asteroide della fascia principale del sistema solare.
- NGC 425 è una galassia spirale della costellazione di Andromeda.

## Astronautica
- Cosmos 425 è un satellite artificiale russo.